# Prix Fats Waller
Der Prix Fats Waller ist ein Jazzpreis, der von 1958 bis 1992 von der Académie du Jazz an die beste Wiederveröffentlichung des jeweiligen Jahres im Jazz (prix de la meilleure réédition de jazz) vergeben wurde;  1993 und 1994 wurden mit dem Preis Produktionen des klassischen bzw. traditionellen Jazz ausgezeichnet. Namensgeber war der Jazzpianist Fats Waller (1904–1943). In mehreren Jahren wurde der Preis wegen Stimmengleichheit doppelt verliehen.

## Preisträger
| - 1958: Immortal Charlie Parker, Volume 1 von Charlie Parker (Savoy) - 1959: Armstrong For Ever von Louis Armstrong (Odeon) - 1960: Jungle Jamboree von Duke Ellington (Odeon, Okeh-Aufnahmen 1927–29) - 1961: Billie Holiday Memorial von Billie Holiday (Philips, Kompilation der Columbia-Aufnahmen 1933–58) - 1962: Rex Stewart & The Ellingtonians (RCA Victor) - 1963: Count Basie with Lester Young von Count Basie und Lester Young (Columbia-Aufnahmen 1936, 1939–40/Pathé-Marconi) - 1964: The Golden Swing Years von Louis Armstrong mit dem Orchester Luis Russell, 1934–1936 (Brunswick/Polydor) - 1965: An Art Tatum Concert von Art Tatum (CBS) - 1966: The Definite Charlie Parker, Vol. 1 von Charlie Parker (Verve) - 1967: The Bix Beiderbecke Story, Vol. 10 von Bix Beiderbecke (CBS) - 1968: Eddie South avec Stéphane Grappelli, Michel Warlop, Django Reinhardt …etc (Columbia) - 1969: Fats Waller Memorial (RCA Victor) - 1970: Djangologie von Django Reinhardt (Pathé-Marconi) - 1971: l’Intégrale Bessie Smith (CBS) - 1972: Jimmie Lunceford (MCA/Barclay) - 1973: The Art of Tatum, Vol. 1 & 2 von Art Tatum (MCA/Barclay) und Intégrale de Sidney Bechet (Vogue) - 1974: In the Beginning von Dizzy Gillespie (Prestige/Musidisc Europe) - 1975: Art Tatum (Pablo/Polydor) und Biograph von Scott Joplin (BIO/Sonopresse) - 1976: Complete Recorded Works 1935-1945 von Louis Armstrong (MCA/Barclay) | - 1977: Chet Baker in Paris (Blue Star/Barclay) - 1978: New York N.Y. und Jazz in the Space Age von George Russell (MCA/Barclay). - 1979: The V-Discs von Art Tatum (Freedom/Vogue) - 1980: The Rabbit Works in Chronological Order von Johnny Hodges (Verve/Polydor) - 1981: The Complete Jimmie Lunceford 1939-1940 (CBS) - 1982: Change of Pace von Johnny Griffin (Riverside/Carrere) - 1983: The Complete Duke Ellington – 1947/1952 (CBS) und Autumn in New York von Tal Farlow (Polydor) - 1984: The Modern Jazz Piano Album (Savoy/RCA). - 1985: James P. Johnson (CBS) - 1986: Jazz Gitan von Sarane Ferret (CBS) und Four von Hampton Hawes (Contemporary/Carrere) - 1987: Out Front von Booker Little (Candid/Black Lion/Harmonia Mundi) und John Kirby Sextet 1939-1941 (CBS) - 1988: The Individualism of Gil Evans von Gil Evans (Verve/Polygram) - 1989: Jazz Time (Kompilation, hrsg. von Daniel Nevers, Pathé-Marconi) - 1990: Roland Rahsaan Kirk (Mercury/Polygram Jazz) und The New Tristano von Lennie Tristano (Atlantic/WEA Filipacchi) - 1991: The Verve Small Group Sessions von Benny Carter (Verve/Polygram Jazz) und The New Tristano von Lennie Tristano (Atlantic/WEA Filipacchi) - 1992: Pêche à la Mouche von Django Reinhardt (Verve/Polygram Jazz) - 1993: Borderline – Thigamagig von Mel Powell (Vanguard/WMD) - 1994: Rhythm Is Our Business von Tuxedo (Jazztrade/Olivier Brard). - 2016: Jérôme Etcheberry / Michel Pastre / Louis Mazetier - 2020: Guillaume Nousux & The Strid Piano Kings |